# José Ramón Tolivar Faes
José Ramón Tolivar Faes (Cabañaquinta, 27 de mayo de 1917-Oviedo, 29 de marzo de 1995) fue un prestigioso médico y uno de los historiadores más importantes de Asturias.

## Biografía
Nace en la localidad asturiana de Cabañaquinta el 27 de mayo de 1917 en donde su padre ocupaba la secretaría del Ayuntamiento. Con seis años, la familia se instala en Oviedo al ser trasladado el padre a la diputación provincial. Estudia el bachillerato en el Instituto de Oviedo y posteriormente inicia los estudios de Farmacia. Tras la guerra civil se traslada a Valladolid a estudiar la carrera de Medicina en su universidad.
Al finalizar la carrera regresa de nuevo a Asturias siendo destinado a Quirós para más tarde ser trasladado al Hospital Psiquiátrico de Oviedo en dónde desarrollará buena parte de su carrera, así como en la Jefatura Provincial de Sanidad como jefe de personal. En 1949 contrae matrimonio con Cristina Alas hija de Leopoldo García Alas Argüelles y nieta de Clarín. En 1966 se doctora con las máximas calificaciones en la Universidad de Salamanca con una tesis dirigida por el profesor Luis Sánchez Granjel.
En 1974 ingresa en la Real Academia de Medicina de Asturias y León y, un año más tarde, en el Real Instituto de Estudios Asturianos. 
Fallece en Oviedo el 29 de marzo de 1995, siendo el 6 de abril del mismo año bautizada una calle de Oviedo en su honor, habiendo sido anteriormente nombrado hijo adoptivo de la ciudad (1987).

## Obra
Aparte de su labor de médico destaca su labor como historiador. 
- Nombres y cosas de las calles de Oviedo, 1958. Ediciones posteriores de 1985 y 1992.
- Hospitales de leprosos en Asturias durante las edades Media y Moderna (tesis doctoral), 1966.   Reedición de 2008.
- Noticias históricas de la evolución sanitaria en Asturias, 1974.
- Historia de la medicina en Asturias, 1976.
- Oviedo, 1705, 1981.
- Los enfermos del doctor Casal, 1981.
- José Robles, pintor de Asturias, 1984.
- El reverendo Joseph Townsend y su viaje por Asturias en 1786, 1986.
- El mal de la rosa (biografía novelada del Doctor Gaspar García Casal) publicada con el seudónimo de Blas de Aces, 1990.